# San Tomaso Agordino
San Tomaso Agordino település Olaszországban, Veneto régióban, Belluno megyében. Lakosainak száma 598 fő (2023. január 1.). San Tomaso Agordino Alleghe, Rocca Pietore, Cencenighe Agordino, Taibon Agordino és Vallada Agordina községekkel határos.

## Népesség
A település lakossága az elmúlt években az alábbi módon változott:
| Lakosok száma | 636  | 626  | 598  |
|               | 2017 | 2018 | 2023 |